# Campylorhamphus falcularius
El picoguadaña piquinegro (Campylorhamphus falcularius), también denominado picapalo de pico negro (en Argentina) o picapalo oscuro (en Paraguay y Argentina), es una especie de ave paseriforme de la familia Furnariidae, subfamilia Dendrocolaptinae, perteneciente al género Campylorhamphus. Es nativa del centro sureste de Sudamérica.

## Distribución y hábitat
Se distribuye por el sureste de Brasil, desde el centro de Bahía (Chapada Diamantina) hacia el sur hasta Rio Grande do Sul, en el adyacente este de Paraguay (Alto Paraná, Itapúa) y noreste de Argentina (Misiones, noreste de Corrientes).
Esta especie es considerada poco común en su hábitat natural: los estratos medio y bajo de selvas húmedas de la Mata Atlántica, hasta los 1500 metros de altitud, es más numeroso entre los 500 y 1000 metros.

## Sistemática

### Descripción original
La especie C. falcularius fue descrita por primera vez por el naturalista francés Louis Pierre Vieillot en 1822 bajo el nombre científico Dendrocopus falcularius; su localidad tipo es: «Serra dos Órgãos, Río de Janeiro, Brasil».

### Etimología
El nombre genérico masculino «Campylorhamphus» se compone de las palabras del griego «καμπυλος kampulos»: curvado, y «ῥαμφος rhamphos»: pico; significando «de pico curvo»;   y el nombre de la especie «falcularius», proviene del latín «falcula», diminutivo de  «falx, falcis»: hoz.

### Taxonomía
Ocasionalmente fue tratada como conespecífica con Campylorhamphus trochilirostris. Los análisis genético-moleculares recientes indican que es hermana de C. pusillus y del par formado por C. trochilirostris y C. procurvoides. Es monotípica.